# Moscardó
|  | Per a altres significats, vegeu «José Moscardó e Ituarte». |

Moscardó és un barri del districte d'Usera, a Madrid (Espanya). Té una superfície de 90,88 hectàrees i, en data de 2020, una població de 27.128 habitants.
És una entitat de població que limita al sud amb Almendrales, Zofío i Pradolongo, al nord i est amb La Chopera (Arganzuela) i al nord i oest amb Comillas (Carabanchel). El seu nom homenatja el general franquista José Moscardó e Ituarte, un dels militars sublevats durant la Guerra Civil espanyola. Atès que la denominació incompleix la llei de Memòria Històrica, el 2015 l'Ajuntament de Madrid proposà reanomenar-lo com a «Salud y Ahorro», un projecte que no prosperà. Alhora, el club de futbol del barri, el CDC Moscardó, també es considera que, sense fer el canvi d'adoptar una nova denominació, fa apologia a la violència i ha rebut crítiques per rebre subvencions mentre vulnera la legislació.